# Eve C. Ostriker
Eve Charis Ostriker (* 1965) ist eine US-amerikanische Astrophysikerin an der Princeton University. Sie ist für ihre Beiträge zum Verständnis der Eigenschaften des interstellaren Mediums und der Regulierung von Sternentstehung und der Beziehung der Sternentstehung zur Struktur der Galaxien und zur Entwicklung des Kosmos bekannt.

## Leben und Wirken
Ostriker ist die Tochter der Schriftstellerin Alicia Suskin Ostriker und des Astrophysikers Jeremiah P. Ostriker. Sie erwarb 1987 an der Harvard University einen Bachelor, 1990 an der University of California, Berkeley einen Master und 1993 bei Christopher F. McKee und Frank H. Shu in Berkeley einen Ph.D., jeweils in Physik. Als Postdoktorandin arbeitete sie in Berkeley und am Harvard-Smithsonian Center for Astrophysics.
Ab 1996 war Ostriker Professorin für Astrophysik an der University of Maryland, College Park, bevor sie 2012 an die Princeton University wechselte. Hier hat sie eine nach Lyman Spitzer benannte Professur für theoretische Astrophysik inne.
Eve C. Ostriker arbeitet mit theoretischen und computergestützten Methoden zur Entstehung von Sternen, zur Dynamik, Thermodynamik und Chemie des interstellaren und des zirkumgalaktischen Mediums, zur Struktur und Entwicklung von Spiralgalaxien und zur Physik von Akkretion (accretion) und Ausfluss (outflow).
Ostriker erhielt 2009 ein Guggenheim-Stipendium. Sie ist seit 2020 Mitglied der American Academy of Arts and Sciences und seit 2022 Mitglied der National Academy of Sciences. Sie hat laut Datenbank Scopus einen h-Index von 57, laut Google Scholar einen von 68 (Stand jeweils Juli 2022).

## Schriften (Auswahl)
- McKee, Christopher F., and Eve C. Ostriker: Theory of star formation. Annu. Rev. Astron. Astrophys. 45.1 (2007): 565-687.